# Nagrada Milke in Metoda Badjure
Nagrada Milke in Metoda Badjure se podeljuje za življenjsko delo na področju filma in je najpomembnejša slovenska strokovna nagrada na področju filmske ustvarjalnosti ter filmske kulture.  
Nagrado, poimenovano po pionirjih slovenskega filma Milki in Metodu Badjura, podeljuje Slovenski filmski center. Sprva, od leta 1973, jo je podeljevalo Društvo slovenskih filmskih ustvarjalcev za vrhunske dosežke v filmu, od leta 1995 pa za življenjsko delo. Do leta 2023 se je imenovala le po Metodu Badjuri, nato pa jo je Slovenski filmski center preimenoval, da bi poudaril pogosto spregledan prispevek njegove žene k rojstvu slovenskega filma.
Prvi nagrajenec je bil Matjaž Klopčič, prva nagrajenca za življenjsko delo pa sta bila Ivan Marinček in Dušan Povh.

## Seznam prejemnikov
- 1973: Matjaž Klopčič
- 1974: Niko Matul
- 1975: Rudi Vaupotič
- 1976: Matjaž Klopčič
- 1977: Jane Kavčič
- 1978: France Štiglic
- 1979: Vojko Duletič
- 1980: Karpo Godina
- 1981: ni bila podeljena
- 1982: Marjan Ciglič
- 1983: Filip Robar Dorin
- 1984: Zvonko Čoh
- 1985: Vilko Filač
- 1986: Boris Cavazza in Franci Slak
- 1987: Franci Slak
- 1988: Božo Šprajc
- 1989: Filip Robar Dorin in Aleš Verbič
- 1990: ni bila podeljena
- 1991: Karpo Godina, Janez Kovič, Valentin Perko, Sašo Podgoršek, Boris Višnovec, Maja Weiss
- 1992: Bojan Kastelic, Gorazd Perko in Maja Weiss
- 1993 in 1994: ni bila podeljena

Za življenjsko delo
- 1995: Ivan Marinček in Dušan Povh
- 1996: Jože Babič
- 1997: Berta Meglič
- 1998: Rudi Omota
- 1999: Boštjan Hladnik
- 2000: Jane Kavčič
- 2001: Matjaž Klopčič
- 2002: Jože Gale
- 2003: Rudi Vaupotič
- 2004: Vojko Duletič
- 2005: Jože Pogačnik
- 2006: Peter Zobec
- 2007: Mirjana Borčić
- 2008: Milan Ljubić
- 2009: Mako Sajko
- 2010: Filip Robar Dorin
- 2011: Ljubo Struna
- 2012: Alenka Bartl
- 2013: Karpo Godina
- 2014: Hanna Preuss
- 2015: Dunja Klemenc
- 2016: Dušan Milavec
- 2017: Franci Zajc
- 2018: Tugo Štiglic
- 2019: Andrej Zdravič
- 2020: Konrad »Koni« Steinbacher
- 2021: Emilija Soklič
- 2022: Milena Zupančič
- 2023: Rado Likon
- 2024: Zvonka Makuc